# Vimartin-sur-Orthe
Vimartin-sur-Orthe est une commune nouvelle située dans le département de la Mayenne, en région Pays de la Loire, créée le 1er janvier 2021 et issue de la fusion des communes de Saint-Martin-de-Connée, Saint-Pierre-sur-Orthe et Vimarcé,
Son chef-lieu est fixé à Saint-Pierre-sur-Orthe.
Elle est peuplée de 1 107 habitants.

## Géographie

### Description
Vimartin-sur-Orthe est une commune rurale du Bas-Maine dans la Mayenne, limitrophe de celui de la Sarthe et située à 10 [km au nord-ouest de Sillé-le-Guillaume, 42 km au nord-ouest du Mans et au nord-est de Laval, 28 km au sud-est de Mayenne et 35 km d'Alençon, et est desservie par la route départementale RD 35 qui relie Mayenne à Sillé-le-Guillaume.
Elle est incluse dans le Parc naturel régional Normandie-Maine et est limitée au sud par la forêt domaniale de Sillé-le-Guillaume. Le sentier de grande randonnée GR 365 traverse le territoire communal.
Il fait partie de la province historique du Maine.

### Communes limitrophes
| Saint-Thomas-de-Courceriers                       | Saint-Germain-de-Coulamer                | Saint-Germain-de-Coulamer                             |
| Saint-Georges-sur-Erve                            | Vimartin-sur-Orthe                       | Mont-Saint-Jean (Sarthe), Sillé-le-Guillaume (Sarthe) |
| Izé,Voutré (par un angle), Rouessé-Vassé (Sarthe) | Rouessé-Vassé (Sarthe), Le Grez (Sarthe) | Le Grez (Sarthe)                                      |

### Hydrographie
La commune est drainée par l'Erve et l'Orthe et les multiples ruisseaux qui s'y jettent.
L'Erve  et l'Orthe sont des affluents en rive  droite de la Sarthe, et donc des sous-affluent de la Loire par la Maine.

## Urbanisme

### Typologie
Au 1er janvier 2024, Vimartin-sur-Orthe est catégorisée commune rurale à habitat très dispersé, selon la nouvelle grille communale de densité à sept niveaux définie par l'Insee en 2022.
Elle est située hors unité urbaine et hors attraction des villes,.

### Habitat et logement
En 2018, le nombre total de logements dans la commune était de 826, alors qu'il était de 793 en 2013 et de 801 en 2008.
Parmi ces logements, 63,3 % étaient des résidences principales, 20,8 % des résidences secondaires et 16 % des logements vacants. Ces logements étaient pour 98 % d'entre eux des maisons individuelles et pour 1,6 % des appartements.
Le tableau ci-dessous présente la typologie des logements à Vimartin-sur-Orthe en 2018 en comparaison avec celle de la Mayenne et de la France entière. Une caractéristique marquante du parc de logements est ainsi une proportion de résidences secondaires et logements occasionnels (20,8 %) supérieure à celle du département (5,3 %) et à celle de la France entière (9,7 %). Concernant le statut d'occupation de ces logements, 79,9 % des habitants de la commune sont propriétaires de leur logement (79 % en 2013), contre 66,7 % pour la Mayenne et 57,5 pour la France entière.
| Typologie                                               | Vimartin-sur-Orthe | Mayenne | France entière |
| ------------------------------------------------------- | ------------------ | ------- | -------------- |
| Résidences principales (en %)                           | 63,3               | 85,6    | 82,1           |
| Résidences secondaires et logements occasionnels (en %) | 20,8               | 5,3     | 9,7            |
| Logements vacants (en %)                                | 16                 | 9,1     | 8,2            |

## Toponymie
Pour choisir le nouveau nom, les habitants ont reçu 5 propositions et 150 réponses exprimées ont donné le nom de Vimartin-sur-Orthe, toponyme composée à partir des trois communes : Vimarcé, Saint-Martin-de-Connée et Saint-Pierre-sur-Orthe.

### Histoire
La fusion des communes de Vimarcé, Saint-Pierre-sur-Orthe et Saint-Martin-de-Connée sous le régime des communes nouvelles est envisagée dès 2014 au moment de l'amélioration du régime de la juridique de ce type de  structure, et des incitations financières de l’État. Le projet ne prendra vraiment forme qu'en 2019 pendant la campagne des élections municipales.
Le projet est réactivé lors des débats des élections municipales de 2020 dans la Mayenne de manière à obtenir plus d'aides de l'État, la nouvelle collectivité ainsi formée dépassant les 10 001 habitants, et pour permettre le financement de la construction d'une nouvelle école commune à tous les habitants.
Le 19 novembre 2020, les élus des trois conseils municipaux ont approuvé le projet,,, décision actée par un arrêté préfectoral du 21 décembre 2020.

## Politique et administration

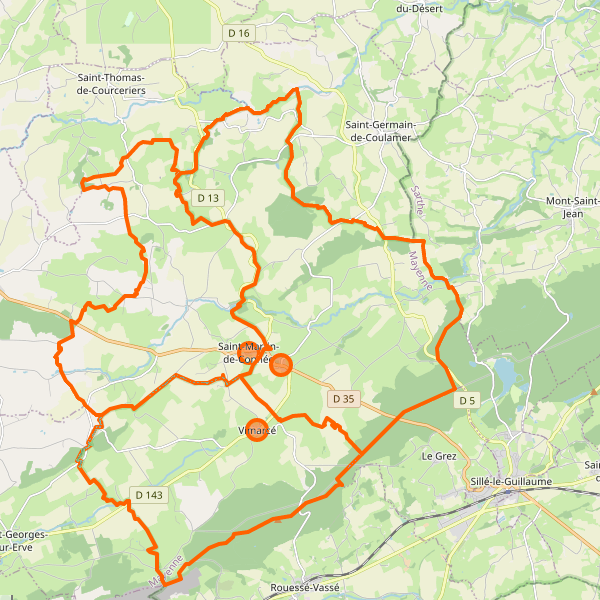
Les trois communes déléguées.

### Rattachements administratifs et électoraux
Saint-Martin-de-Connée se trouve dans l'arrondissement de Mayenne du département de la Mayenne.
Pour les élections départementales, Vimartin-sur-Orthe  fait partie du canton d'Évron
Pour l'élection des députés, elle fait partie de la première circonscription de la Mayenne.

### Intercommunalité
Vimartin-sur-Orthe est membre de la communauté de communes des Coëvrons, comme l'étaient les anciennes communes. La communauté de communes des Coëvrons est un établissement public de coopération intercommunale (EPCI) à fiscalité propre créé en 2013 et auquel la commune a transféré un certain nombre de ses compétences, dans les conditions déterminées par le code général des collectivités territoriales.
Elle est également membre, à sa création, du syndicat mixte  du Parc naturel régional Normandie-Maine et du syndicat Territoire d'énergie Mayenne.

### Administration municipale
Le conseil municipal est composé à sa création de tous les conseillers municipaux des communes fusionnées.

### Liste des maires
| Période      | Période                      | Identité          | Étiquette | Qualité                                   |
| ------------ | ---------------------------- | ----------------- | --------- | ----------------------------------------- |
| janvier 2021 | février 2021                 | Martine Vannier   |           | Clerc de notaire retraitée Démissionnaire |
| février 2021 | En cours (au 6 janvier 2022) | Xavier Seigneuret |           | Technicien territorial                    |

### Liste des communes déléguées
| Nom                            | Code Insee | Intercommunalité | Superficie (km2) | Population (dernière pop. légale) | Densité (hab./km2) |
| ------------------------------ | ---------- | ---------------- | ---------------- | --------------------------------- | ------------------ |
| Saint-Pierre-sur-Orthe (siège) | 53249      | CC des Coëvrons  | 31,66            | 471 (2021)                        | 15                 |
| Saint-Martin-de-Connée         | 53239      | CC des Coëvrons  | 19,49            | 411 (2021)                        | 21                 |
| Vimarcé                        | 53274      | CC des Coëvrons  | 20,77            | 236 (2021)                        | 11                 |

## Population et société

### Démographie

#### Évolution démographique
L'évolution du nombre d'habitants est connue à travers les recensements de la population effectués dans la commune depuis sa création.
En 2022, la commune comptait 1 107 habitants.
| 1968  | 1975  | 1982  | 1990  | 1999  | 2008  | 2013  | 2018  | 2019  |
| ----- | ----- | ----- | ----- | ----- | ----- | ----- | ----- | ----- |
| 1 827 | 1 521 | 1 261 | 1 215 | 1 187 | 1 124 | 1 106 | 1 121 | 1 113 |

| 2020  | 2021  | 2022  | - | - | - | - | - | - |
| ----- | ----- | ----- | - | - | - | - | - | - |
| 1 120 | 1 118 | 1 107 | - | - | - | - | - | - |

#### Pyramide des âges
La population de la commune est relativement âgée.
En 2018, le taux de personnes d'un âge inférieur à 30 ans s'élève à 26,2 %, soit en dessous de la moyenne départementale (34,5 %). À l'inverse, le taux de personnes d'âge supérieur à 60 ans est de 36,9 % la même année, alors qu'il est de 28,3 % au niveau départemental.
En 2018, la commune comptait 564 hommes pour 557 femmes, soit un taux de 50,31 % d'hommes, légèrement supérieur au taux départemental (49,29 %).
Les pyramides des âges de la commune et du département s'établissent comme suit.
| Hommes | Classe d’âge | Femmes |
| ------ | ------------ | ------ |
| 1,4    | 90 ou +      | 2,2    |
| 12,3   | 75-89 ans    | 13,9   |
| 23,4   | 60-74 ans    | 20,6   |
| 20,2   | 45-59 ans    | 23,5   |
| 14,9   | 30-44 ans    | 15,3   |
| 10,6   | 15-29 ans    | 8,2    |
| 17,1   | 0-14 ans     | 16,4   |

| Hommes | Classe d’âge | Femmes |
| ------ | ------------ | ------ |
| 1,1    | 90 ou +      | 2,5    |
| 8      | 75-89 ans    | 10,6   |
| 17,7   | 60-74 ans    | 18,4   |
| 20,3   | 45-59 ans    | 19,4   |
| 17,3   | 30-44 ans    | 16,6   |
| 16,9   | 15-29 ans    | 14,9   |
| 18,8   | 0-14 ans     | 17,6   |

## Culture locale et patrimoine

### Lieux et monuments

#### Patrimoine religieux
- Église Saint-Jean-Baptiste, du XIe siècle. Elle abrite quelques œuvres classées à titre d'objets aux Monuments historiques[17]
- Église Saint-Pierre, d'origine romane. Elle existait déjà au XIIe siècle mais a été remaniée à plusieurs reprises et agrandie. Les stalles du XVIIe siècle et un tableau (L'Institution du Rosaire) peint en 1627 par Jean Duhay et repeint en 1745 par Claude Bouchard sont classées à titre d'objets aux Monuments historiques[18],[19].
- L'église Saint-Martin, classée monument historique par arrêté du 5 mai 1969[20]. Elle abrite plusieurs œuvres classées à titre d'objets (autels-retables, tableaux, statues…)[21].
- La chapelle du Chêne, sanctuaire marial et lieu de pèlerinage.

#### Patrimoine civil
- Château de Courtaliéru, au sommet d'une colline en « pain de sucre » (point de vue), ruines d'une forteresse, chapelle.
- Château du Gasseau.
- Château du Tertre.
- Ancien auditoire de justice de la seigneurie d'Orthe[22].
- Anciens fours à chaux de la Boissière.
- Château des Bois, du XVIIe siècle.
- Le château de Puyz, du XVIe siècle.
- Les vestiges du château d'Orthe, du XVe siècle.
- Monument aux morts de Vimarcé : bénédiction et inauguration le dimanche 7 novembre 1920, architecte et marbrier : Bazin à Laval.